# 阿迪勒·阿卜杜勒-迈赫迪
阿迪勒·阿卜杜勒-迈赫迪（Adil（Adel）Abdul-Mahdi，1942年1月1日—），伊拉克什叶派教徒、政治家、经济学者，曾任伊拉克副总统，2018年至2020年任伊拉克总理。

## 背景
迈赫迪生于巴格达，1963年在巴格達大學取得經濟學學士學位。1969年曾在法国受过教育。他的父亲是一位广受尊敬的什叶派教士，曾任伊拉克王国内阁部长。他曾是阿拉伯复兴社会党成员、宗教学者、经济自由主义者，1982年流亡海外的伊拉克神职人员在伊朗建立“伊斯兰革命最高委员会”，他是委员会中地位仅次于阿卜杜勒·阿齐兹·哈基姆的领导人。

## 从政
2004年至2005年，迈赫迪任伊拉克财政部长，2005年至2011年任伊拉克副总统，2014年至2016年任伊拉克石油部長。
2018年10月25日，任伊拉克总理。
2019年10月1日，伊拉克多地爆發示威遊行，年輕人要求改善就業環境。伊拉克青年人失業率高達25%。此外示威群眾亦對貪腐以及落後的生活設施不滿。警察朝示威群眾開槍鎮壓。迈赫迪在10月3日表示，已经听到抗议者的诉求，将对内阁的职位进行改组，同时呼吁大家保持冷静，结束抗议示威活动，並表示目前没有“神奇的解决方案”能解决伊拉克的问题。示威群众指责迈赫迪没有履行此前展开政治改革的承诺，是在愚弄人民。反對黨領袖穆克塔达·萨德尔呼籲迈赫迪政府盡快下台並舉行全國大選。截至10月8日伊拉克全國至少149名平民和8名警察死亡，6000多人受傷，此後示威暫時停止。10月25日，示威活動再起，截至27日示威抗议引发的冲突导致74人死亡、3654人受伤。後穆克塔达·萨德尔轉而支持邁赫迪。11月9日伊拉克安全部隊繼續鎮壓，當天至少有7名抗议人士丧生。
2019年11月29日，在全國抗議浪潮下，迈赫迪宣佈将向伊拉克国民议会递交辞呈。